# Независна народна странка
Независна народна странка (хрв. Neovisna narodna stranka или према тадашњем говору Neodvisna narodna stranka) била је политичка странка коју су основали 1880. године у Краљевини Хрватској и Славонији бивши чланови Народне странке на челу са Матијом Мразовићем. Народну странку су напустили због незадовољства превеликом попустљивошћу припадника странке према растућој мађаризацији Хрватске и Славоније. Иако званично није био члан, један од главних покровитеља и вођа странке био је Јосип Јурај Штросмајер. Главно гласило странке биле су новине „Обзор” због чега им је назив био обзораши, а једно вријеме и новине „Позор”, па су их звали и позораши.
Странка је због своје политике и дјеловања маргинализована за вријеме бана Кароља, тако да је од 1894. године ступила у коалицију са Странком права, а 1902. године уједињује се с њом у Хрватску опозицију, да би 1903. године промијенили име у Хрватска странка права.
Истакнути чланови странке су били адвокати Матија Мразовић, Шиме Мацура, Маријан Деренчин, Иван Захар, Ловро Видрић, Јосип Мајцен и Игњат Брлић.